# Far Beyond Driven
Far Beyond Driven is Pantera's zevende album, uitgebracht op 22 maart 1994. Het album heeft 12 nummers, waarvan een origineel gemaakt was door Black Sabbath. Far Beyond Driven is het eerste album waarbij gitarist Darrell Abbott niet meer vermeld wordt als Diamond Darrell, maar als Dimebag Darrell.